# Ichirō Ogimura
Ichirō Ogimura (jap. 荻村伊智朗 Ogimura Ichirō; ur. 25 czerwca 1932 w Itō, zm. 5 grudnia 1994 w Tokio) – japoński tenisista stołowy, dwunastokrotny mistrz świata. 
Dwudziestokrotny medalista mistrzostw świata. Pięciokrotnie zdobywał złoto drużynowo, trzykrotnie w grze mieszanej oraz po dwa razy w singlu i w deblu. Ośmiokrotny mistrz Azji 1960. Podczas mistrzostw Azji 1960 w Bombaju zdobył wszystkie cztery możliwe tytuły: w grze pojedynczej, podwójnej, mieszanej i drużynowo.
Po zakończeniu kariery zawodniczej był trenerem, działaczem, autorem podręczników gry w tenisa stołowego. Od 1979 był wiceprezydentem, a w latach 1987–1994 prezydentem ITTF.